# Comuna Suvorovo, Varna
Suvorovo (în bulgară Суворово) este o comună în regiunea Varna, Bulgaria, formată din orașul Suvorovo și satele Banovo, Cernevo, Drăndar, Izgrev, Kalimanți, Levski, Nikolaevka și Prosecen. 

## Demografie
Componența etnică a comunei Suvorovo
     Turci (17,82%)
     Nicio identificare (24,06%)
     Romi (4,37%)
     Bulgari (52,66%)
     Altele (1,06%)
La recensământul din 2011, populația comunei Suvorovo era de 7.225 locuitori. Din punct de vedere etnic, majoritatea locuitorilor (52,66%) erau bulgari, existând și minorități de turci (17,82%) și romi (4,37%). Pentru 24,06% din locuitori nu este cunoscută apartenența etnică.